# 스마트 게임 포맷
스마트 게임 포맷(SGF, Smart Game Format)은 보드 게임 기록을 저장하는 데 사용되는 파일 형식이다. 바둑은 이 형식으로 가장 일반적으로 표현되는 게임이며 기본값이다. SGF는 원래 앤더스 키에룰프(Anders Kierulf)가 스마트고(SmartGO) 프로그램을 위해 다른 이름으로 만들었다.
SGF의 주요 목적은 플레이한 게임의 기록을 저장하고 주석이 추가되고 분석된 게임(예: 보드 마크업, 변형)을 저장하는 기능을 제공하는 것이다. 텍스트 전용, 트리 기반 형식이다.
1990년 이후 대부분의 인터넷 바둑 서버와 바둑 소프트웨어는 이 형식을 지원한다.

## 같이 보기
- 포터블 게임 노테이션